# Singularitat tecnològica
En prospectiva, la singularitat tecnològica (algunes vegades anomenada simplement la Singularitat) és un esdeveniment futur del qual es prediu que el progrés tecnològic i el canvi social s'acceleraran a causa del desenvolupament d'intel·ligència sobrehumana, fins al punt singular en què el context humà es canvia de tal manera que cap ésser humà anterior a la Singularitat seria capaç de comprendre'l.
Aquest esdeveniment s'ha nomenat així per analogia amb la singularitat espaitemps observada en els forats negres, on hi ha un punt en el qual les regles de la física deixen de ser vàlides, i on la convergència cap a valors infinits fa impossible definir-ne una funció. El temps que resta abans que s'arribi a aquest fenomen s'accelera amb la utilització de màquines per donar suport a tasques de disseny o millores de disseny de nous invents.
Si la Singularitat succeirà o no, és un fet molt debatut. L'aproximació més comuna entre els prospectivistes la situa a la tercera dècada del segle XXI.

## Antecedents
Les conseqüències d'aquest esdeveniment van ser discutides durant la dècada de 1960 per I. J. Good i John von Neumann, qui usa el terme "singularitat" per descriure el progrés tecnològic de la dècada dels 1950s. Malgrat això, no és sinó fins als anys 1980s que la Singularitat és popularitzada per Vernor Vinge.
Altres, notablement Raymond Kurzweil, han proposat teories que expandeixen la Llei de Moore de la computació més enllà dels simples transistors, suggerint un patró exponencial de progrés tecnològic. No obstant això Kurzweil suposa que el mateix patró de creixement canvia i l'acceleració es fa més alta fins al punt d'adquirir un patró de creixement hiperbòlic. La qual cosa és anàloga a l'espai hiperbòlic dels forats negres. Segons Kurzweil, aquest patró culmina en un progrés tecnològic inimaginable al Segle XXI, el qual condueix a la Singularitat, un punt en el qual el creixement es fa infinit.

## Sistemes de comptatge
El creixement hiperbòlic és el patró que alguns indiquen que segueix l'augment de la informació. De fet, ha estat el ritme com ha anat creixent la població mundial com a mínim fins a principis del segle XXI. Robert Anton Wilson generalitza la llei del creixement de la informació sota el nom del fenomen del Jesús saltador, que s'inspira en la idea de començar a comptar els anys a partir del naixement de Jesús, encara que també sembla un nom irònic i humorístic, perquè a mesura que passa el temps no són pocs els que segueixen pensant en la fi del món i la imminent arribada de Jesús. Segons Wilson es va inspirar en Alfred Korzybski, l'autor de la Semàntica General, que hauria observat que la informació es duplicava cada cert temps.
Korzybski pren com a base de tot el coneixement acumulat i disponible per a la humanitat l'any 1 després de Crist, que Wilson anomena el primer Jesús. La primera duplicació s'hauria donat durant l'apogeu del renaixement, amb el que s'haurien produït llavors dos Jesús. La segona l'any 1750 (quatre Jesús) i les següents en els anys, 1900, 1950, 1960, 1967 i 1973 (128 Jesús). Per al 2000 es calculava que la informació es duplicava 2 vegades en un any. No obstant això d'acord amb un altre estudi de la Universitat de Berkeley l'any 2004 pels professors Peter Lyman i Hal Varian, a instàncies de Microsoft Research, Intel, HP i EMC, la informació que es genera i es registra en el món augmenta a un ritme de només un 30% anual des de 1999.
El creixement hiperbòlic és el patró que alguns indiquen que segueix l'augment de la informació. De fet, ha estat el ritme al qual ha crescut la població mundial almenys fins a principis del segle XXI.Robert Anton Wilson va generalitzar la llei del creixement de la informació. Segons Wilson, es va inspirar en Alfred Korzybski, l'autor de la Semàntica General, qui hauria observat que la informació es duplicava cada cert temps.
Korzybski pren com a base tot el coneixement acumulat i disponible per a la humanitat l'any 1 després de Crist, que Wilson anomena el "primer Jesús". La primera duplicació s'hauria produït durant l'apogeu del Renaixement, amb la qual cosa s'haurien generat llavors dos Jesús. La segona l'any 1750 (quatre Jesús) i les següents en els anys 1900, 1950, 1960, 1967 i 1973 (128 Jesús). Per al 2000 es calculava que la informació es duplicava dues vegades en un any. No obstant això, d'acord amb un altre estudi de la Universitat de Berkeley l'any 2004 pels professors Peter Lyman i Hal Varian, a instàncies de Microsoft Research, Intel, HP i EMC, la informació que es genera i es registra al món augmenta a un ritme de només un 30% anual des de 1999.«How Much Information?».   University of California, Berkeley, 2003.